# Paramesotriton deloustali
Paramesotriton deloustali es una especie de anfibios urodelos de la familia Salamandridae.

## Distribución geográfica
Es endémica de montanos del norte de Vietnam; quizá en la zona adyacente de China. Su rango altitudinal oscila entre 600 y 1900 m s. n. m..